# Otto Fritze
Otto Fritze (Lebensdaten unbekannt) war ein deutscher Fußballspieler.

## Karriere
Fritze gehörte Hertha BSC an, für die er einzig in der Saison 1928/29 in der vom Verband Brandenburgischer Ballspielvereine als Rundenturnier in zwei Gruppen ausgetragenen Meisterschaft Punktspiele bestritt. Als Sieger der Gruppe A kam er in den am 7. und 14. April 1929 in Hin- und Rückspiel ausgetragenen Finalspielen gegen den Sieger der Gruppe B zum Einsatz und gewann im Gesamtergebnis von 7:4 gegen den Berliner Tennis-Club Borussia. Mit dem Erfolg für die Endrunde um die Deutsche Meisterschaft qualifiziert, bestritt er alle Spiele – einschließlich des Wiederholungsspiels der zuvor torlos gebliebenen Halbfinalbegegnung mit dem 1. FC Nürnberg. Das am 28. Juli 1929 in Nürnberg gegen die SpVgg Fürth ausgetragene Finale ging trotz zweimaligen Ausgleichs seiner Mannschaft mit 2:3 durch das Tor von Karl Rupprecht in der 85. Minute verloren.

## Erfolge
- Zweiter der Deutschen Meisterschaft 1929
- Berliner Meister 1929